# 谷河原站
谷河原站（日语：／ Yagawara eki */?）是位於茨城縣常陸太田市磯部町七反田，東日本旅客鐵道（JR東日本）的水郡線（常陸太田支線）車站。

## 歷史
- 1935年（昭和10年）9月1日：國有鐵道佐竹駅（日语：／）啟用。為旅客車站[1]。
- 1941年（昭和16年）8月10日：車站暫停營運。
- 1954年（昭和29年）10月21日：車站重開。同時改名為谷河原站。
- 1987年（昭和62年）4月1日：伴隨國鐵分割民營化，車站由東日本旅客鐵道（JR東日本）營運[2]。

## 車站構造
此站是地面車站，設有1面1線的單式月台。
此站是由上菅谷站管理的無人車站。此站沒有車站大樓。月台上設有上蓋和長椅。

## 車站周邊
車站北邊設有住宅區，南邊為稻田地帶。
- 佐竹郵局
- 西光寺
- 國道349號（日语：国道349号）
- 源氏川
- 常陸太田市立佐竹小學
- 茨城交通「谷河原町東」巴士站

## 相鄰車站
東日本旅客鐵道（JR東日本）
■水郡線（常陸太田支線）
河合－谷河原－常陸太田

## 注腳
1. ↑  . dl.ndl.go.jp: 4.   [2019-01-15]. （原始内容存档于2019-01-15） （日语）.
2. ↑  『交通年鑑 昭和63年版』 交通協力會，1988年3月。

## 外部連結
- 車站資訊（谷河原）：東日本旅客鐵道（日語）